# OKeh Records
OKeh Records — один з перших американських незалежних лейблів звукозапису, заснований 1918 року Отто К. Е. Гайнеманном. Каталог лейблу містить значну частину записів олдтайму, ранніх блюзу та джазу.
1926 року лейбл був поглинений Columbia, який, у свою чергу, став дочірнім лейблом Sony Music Corporation.

## Заснування
1914 року провідний менеджер німецького звукозапису Отто Карл Еріх Гайнеманн (1877—1965), один з керівників Carl Lindström AG і директор низки лейблів (Fonotipia, Odeon, Favorite, Dacapo, Lyrophone), що належали цій компанії, опинився у Сполучених Штатах після початку Першої світової війни. 

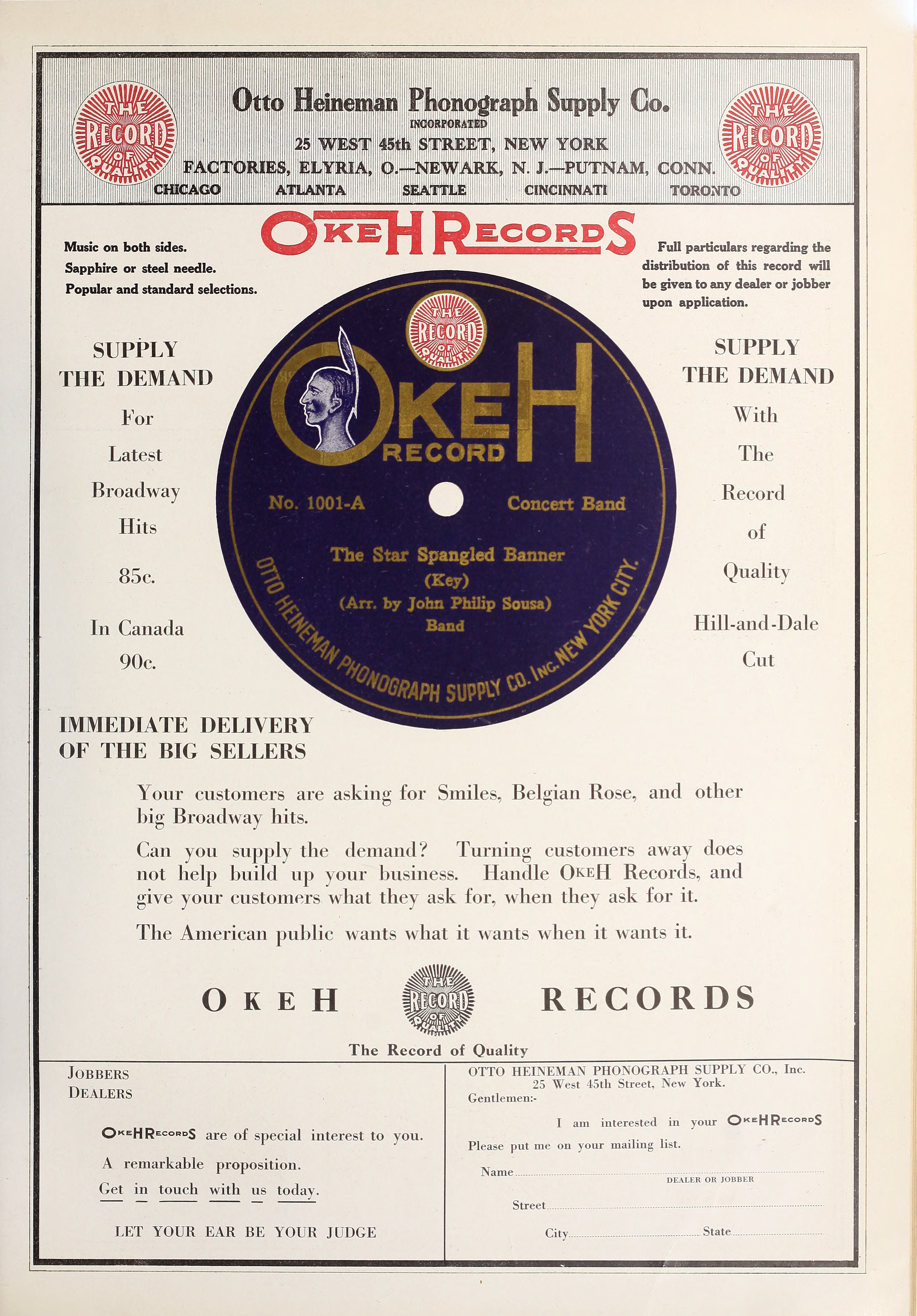
Анонс першої платівки OkeH в журналі Talking Machine World. Травень 1918

 Він залишився у США і в грудні 1915 року зареєстрував у Нью-Йорку компанію Phonograph Supply Company, що постачала двигуни та інші деталі для фонографів. За два роки Otto Heineman Phonograph Supply Company стала провідним підприємством у своїй галузі і розширила діяльность в напрямку виробництва звукозаписів для фонографів. З цією метою він придбав обладнання збанкрутілої корпорації звукозапису Rex Talking Machine Corporation та залучив її музичного директора, Фредеріка В. Хагера. Створення лейбла OKeh Records було оголошено у травні 1918 року. Назва лейблу складалась з ініціалів його власника, проте, на початку існування наголос робився на індіанському походженні. Журнал Talking Machine World повідомляв, що назва лейблу походила від індіанського слова, відомого у розмовній мові як O.K., це підкреслювалось зображенням голови індіанця у букві «О» та численними рекламними постерами із зображенням індіанців. Початковий каталог новоствореного лейблу налічував п'ятдесят записів і був орієнтований на танцювальну та популярну музику. Студією запису, розташованій у Нью-Йорку, керували найдосвідченіші спеціалісти звукозапису: технічний директор Чарлз Л. Гіббард та музичний директор Фредерік В. Хагер. Першою платівкою OkeH стала Star Spangled Banner / American Patriotic Medley (#1001) в оркестровому виконанні. На початку 1919 року філії лейбла функціонували у Чикаго, Сан-Франциско, Сіетлі, Атланті й Торонто.

## General Phonograph Corporation
Після закінчення Першої світової війни Гайнеманн відновив свої зв'язки з Carl Lindström AG і за її фінансової підтримки в жовтні 1919 року реорганізував свою компанію у General Phonograph Corporation. 1919 року лейбл змінив логотип, зникла голова індіанця і з'явилась сучасна форма написання OKeh. Комерційно успішні записи побачили світ ще у вересні 1918 року, першим став сингл The The Boys Come Home / The Trumpeter (#1010) з популярними тенорами Генрі Берром та Чарлзом Гартом. Лейбл записав і випустив десятки платівок у виконанні оркестру під керівництвом Патріка Конвея, серед яких популярна 1920 року Tents Of Arabs / Nobody Ever (#4071).
1921 року компанія General Phonograph Corp. за угодою, укладеною з Carl Lindström AG, отримала доступ до записів, випущених у Європі лейблами Odeon, Beka, Favorite, Dacapo, Lyrophon, Fonotipia та Parlophon. Угодою також передбачалося розмежування територій діяльності двох корпорацій: General Phonograph Corp. мала здійснювати свої операції у США, Канаді, Кубі, Мексиці, Пуерто-Рико та Гаваях, а Carl Lindström — у решті світу, Європі, Азії, Африці, Австралії, Південній та Центральній Америці. Кожен з учасників угоди отримував ексклюзивну ліцензію на виробництво і продаж записів іншого. Завдяки домовленостям, General Phonograph на початку 1920-х років мала можливість використовувати не лише власні записи, але й різноманітний набір матеріалів, раніше не доступних у Північній Америці.

## Crazy Blues

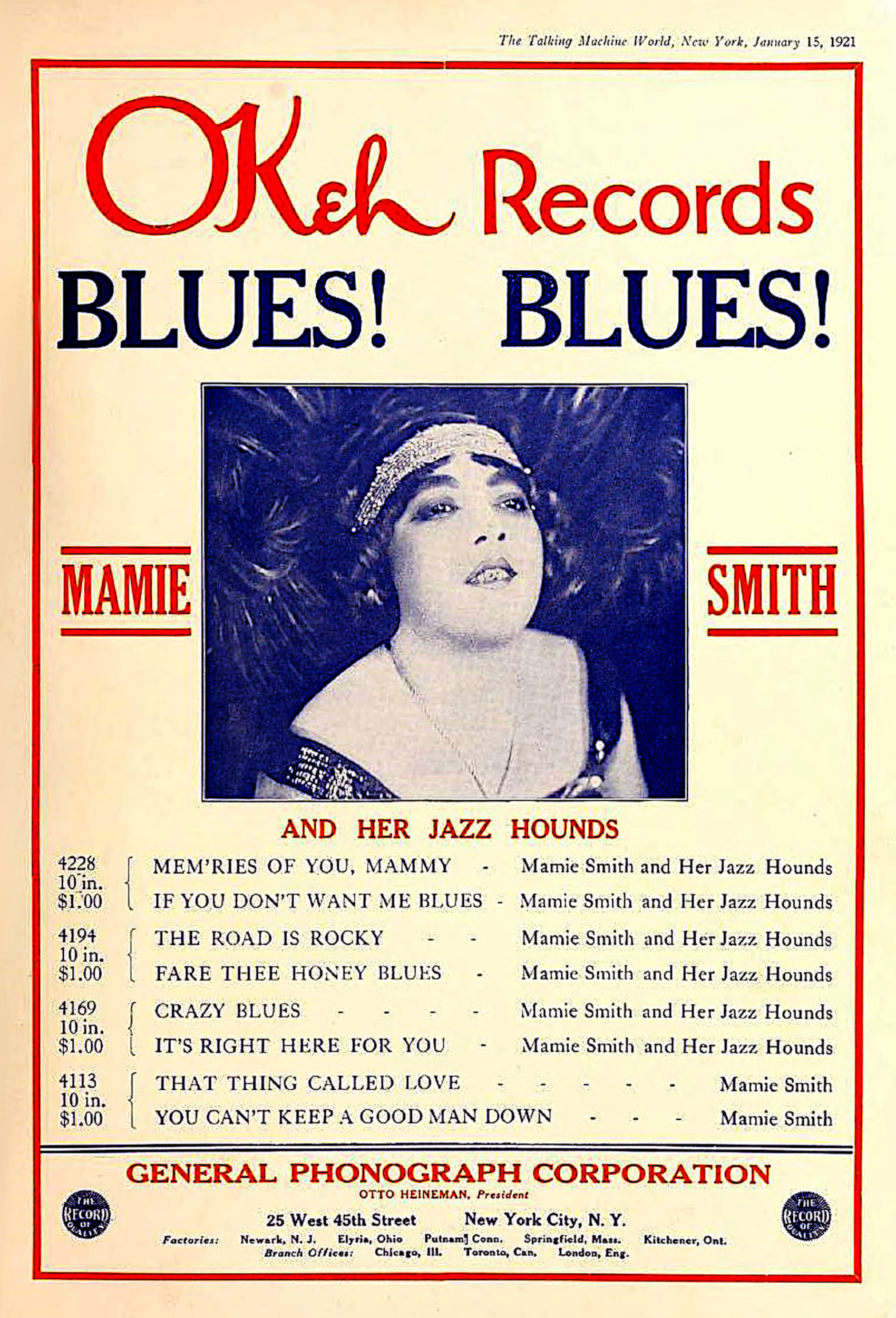
Реклама платівок Мемі Сміт. Talking Machine World. Січень 1921

Несподіваний успіх власного запису Crazy Blues / It Right Here For You у виконанні Мемі Сміт, вивів лейбл OKeh на один рівень з великими та більш відомими звукозаписними компаніями. Запис було створено 10 серпня 1920 року, за місяць після релізу було продано 75 000 копій платівки. Попри блюзову назву, стиль Мемі не був блюзом в традиційному розумінні, критики визначали його як «джазовий вокал» або «водевільний блюз». Але це була водночас видатна фінансова (компанія впродовж кількох місяців заробила чотири мільйони доларів) і культурна подія, що стала відправною точкою для нового, блюзового, напрямку у звукозаписі. 1921 року Сміт стала провідною і найбільше записуваною виконавицею лейблу. Вона проклала шлях іншим чорним співачкам, як Біллі Холідей або Бессі Сміт, запит виявився дуже великим, за підрахунками 1926 року три найбільших лейбли продавали від п'яти до шести мільйонів копій блюзових записів на рік.

## Лідер афроамериканського блюзу та джазу
1922 року OKeh запросив співака і піаніста Кларенса Вільямса керувати «расовими», як тоді називали афроамериканські, записами. Вільямс став першим і надзвичайно успішним чорношкірим менеджером звукозапису на «білому» лейблі. У 1922—1928 роках, коли Вільямс обіймав посаду музичного директора, лейбл відкрив низку джазових та блюзових талантів і записав чимало вже відомих майстрів. OKeh розпочав широку рекламну кампанію своїх чорношкірих виконавців: Сари Мартін, Мемі Сміт, Еви Тейлор, Шелтон Брукс, Естер Біжу та оркестру Вільяма Генді. Кампанія була розрахована, в першу чергу, на чорну аудиторію, як найбільш зацікавлену і обізнану в цьому жанрі, тому охоплювала провідні газети, що читало чорне населення США. Оскільки інтерес до блюзових та кантрі-виконавців збільшувався, OKeh однією з перших звукозаписних компаній США започаткувала в середині 1923 року регулярні експедиції до раніше недоступних звукозапису віддалених частин країни.
У лютому 1922 року Софі Такер записала на OKeh свій сингл High Brown Blues (#4565), що посів шосте місце в чартах. Саме на OKeh 21 жовтня 1922 року записом Muscle Shoal Blues (#4757) розпочав свою кар'єру легендарний піаніст і вокаліст Фетс Воллер. У січні 1923 року досвідчений майстер і композитор Вільям Генді записав зі своїм оркестром на лейблі Aunt Hagar's Blues / Louisville Blues (#4789), а в серпні того ж року відбувся реліз Memphis Blues / St. Louis Blues (#4896), записаних в березні та червні. 23 червня 1923 року King Olivers Band записали першу платівку — класичну Dipper Mouth Blues / Where Did You Stay Last Night? (#4918), яка посіла 9 місце в чартах. OKeh впевнено рекламував того року гасло «Найвидатніші у світі расові виконавці у найвизначніших у світі расових записах».
Перелік виконавців OKeh в ці часи охоплював усі музичні жанри, але особливо лейбл відзначився у джазі та блюзі. Крім вже згаданих, на OKeh записано багато класичних блюзових і джазових виконавців, серед яких Люсіль Боган, Лонні Джонсон, Луї Армстронг, Сідні Беше, Гетті Мак-Денієл та Дюк Еллінгтон. Багато з них зробили на цьому лейблі перші кроки до успіху. У листопаді 1923 року платівкою Some Day Sweetheart / London Blues (#8105) вперше заявив про себе блюзовий піаніст Джеллі Ролл Мортон. Kansas City Orchestra Бенні Мотена розпочав свої записи з Tulsa Blues / Goofy Dust (#8184) на OKeh у листопаді 1924 року. Також тут почалася музична кар'єра блюзового гітариста Лонні Джонсона (Mr. Johnson's Blues / Falling Rain Blues, #8253). Перші свої записи не у складі оркестрів, а з власним гуртом зробив на OKeh легендарний Луї Армстронг: 12 листопада 1925 року він записав зі своєю «гарячою п'ятіркою» Gut Bucket Blues / Yes! I Am In The Barrel (#8261), реліз якого стався у грудні. Сингл Heebie Jeebies / Muskrat Ramble у виконанні Louis Armstrong And His Hot Five, випущений у березні 1926 року (#8300) посів 8 місце у чартах.

## Олдтайм
Лейбл OKeh Records відіграв провідну роль у відтворенні та збереженні записів стилю олдтайм. Йому належить відкриття та перший запис раннього кантрі-скрипаля Фіддліна Джона Карсона (Fiddlin' John Carson) The Little Old Log Cabin In The Lane / The Old Hen Cackled And The Rooster's Going To Crow (#4890), що побачив світ у липні 1923 року. Запис створено в Атланті 14 червня 1923 року пересувною студією OKeh. Тоді ж в Атланті продюсер Ральф Пір записав блюзову вокалістку Фанні Мей Гусбі (Fannie Mae Goosby) Grievous Blues (#8079). У листопаді того ж року Карсона запросили до Нью-Йорка і записали You'll Never Miss Your Mother Till She's Gone / Papa's Billy Goat (#4994). Після виходу платівки у січні 1924 року було продано понад мільйон її копій. Подальша співпраця Фіддліна Джона Карсона з лейблом тривала до 1931 року. Співак, гітарист та виконавець на губній гармоніці в стилі олдтайм Генрі Віттер почав свої записи у грудні 1923 року і лишався з OKeh до 1926 року. Під час першої сесії він записав дев'ять пісень, деякі з яких стали стандартами, зокрема, Wreck On the Southern Old 97 / Lonesome Road Blues (#40015). Хоча стиль цих виконавців часто класифікували як кантрі, насправді олдтайм, походженням з сільських районів Аппалачів, вважається попередником сучасної музики кантрі. OKeh був не першим, хто звернув увагу на цей жанр, Columbia та Victor Records вже працювали з цим напрямком, але внесок OKeh неможливо недооцінити. Репертуар олдтайму став настільки розширений, що лейбл запровадив у жовтні 1925 року для нього окрему каталогізацію, визначену як 45000 «Old-Time Tunes».

## OKeh Phonograph Corporation
Попри успіхи в культурному напрямку та інноваційний підхід до бізнесу, General Phonograph Corporation опинилася в складних фінансових обставинах через загальний занепад індустрії звукозапису та неможливість впровадження нових технологій звукозапису і була змушена капітулювати. У жовтні 1926 року було оголошено про її продаж. Згідно з умовами угоди новим власником підрозділу записів OKeh Records став концерн Columbia Phonograph Company, який отримав фабрики, студії, записи, матеріали, ексклюзивні права на продукцію Odeon тощо, і утворив нову корпорації OKeh Phonograph Corporation. Колишній власник OKeh, Отто Гайнеманн, в новій корпорації лишався президентом і генеральним менеджером. Зацікавлені сторони покладали великі надії щодо розвитку та розширення виробництва та продажів.
Завдяки новому власнику лейбл отримав доступ до необхідних технічних новацій, але музична та редакційна політика перші роки OKeh Phonograph Corporation не зазнали змін. Дюк Еллінгтон, що працював переважно з Victor Records, створив декілька синглів для OKeh, серед яких Black And Tan Fantasy / What Can A Poor Fellow Do? (1928, #40955). У жовтні 1927 року відбувся реліз синглу з відомим стандартом «In A Mist» (#40916) Бікса Бейдербека. В лютому 1928 року шукач талантів для Okeh Томмі Роквелл записав у Мемфісі вісім пісень Міссісіпі Джона Герта, лише дві з яких побачили світ на 10-дюймовій платівці Frankie / Nobody's Dirty Business (OKeh, #8260), а в грудні того ж року Джон Герт прибув до нью-йоркської студії, де OKeh записав ще дванадцять його пісень. Вісім, серед них Stack O'Lee Blues / Candy Man Blues (1929, #8654), були випущені 1929 року та одна (Avalon Blues / Ain't No Tellin' ) 1930 року. 1930 року відбувся реліз блюзового стандарту кантрі-блюзового гурту The Mississippi Sheiks Sitting On Top Of The World (#8784), який 2008 року відзначено у Залі слави Греммі. 1934 року на OKeh свій перший запис Blue Minor / Lonesome Moments (#41572), зробив оркестр барабанщика Чика Вебба (Chick Webb and his Orchestra ), що згодом став одним з найпопулярніших джазових гуртів тридцятих років. У травні 1941 року під лейблом OKeh з'явилась не перша, але одна з найвідоміших версій «Key to the Highway» у виконанні Біг Білла Брунзі, що 2010 року увійшла до Зали слави блюзу.
Поглиблення Великої депресії на початку 1930-х років загальмувало економічну діяльність у США в цілому, а індустрія звукозапису постраждала особливо сильно. Фінансові проблеми материнської компанії Columbia Phonograph, Inc. призвели до її продажу виробнику радіоприймачів та холодильників Grigsby-Grunow. OKeh, що до цього часу існував як дочірня напівавтономна компанія, припинив свою дію, хоча записи лейблу все ще зберегли унікальну каталогізацію. До 1933 року лейбл формально функціонував як офіс Columbia Phonograph, але в листопаді 1933 року Grigsby-Grunow зазнала банкрутства, Columbia Phonograph, як частина майна банкрута, на початку 1934 року була продана American Record Corporation і лейбл OKeh невдовзі було скасовано остаточно.
В 1960-ті роки під лейблом OKeh видавалися джазові та R&B записи. 1994 року новий власник лейблу, компанія Sony Music, тимчасово відродила OKeh як новітній блюзовий лейбл. Його виконавцями стали Keb' Mo', Popa Chubby (Тед Горовіц) та Літтл Ейкс (Скіп Макдональд). Близько 2000 року лейбл OKeh призупинив свою діяльність, але 2013 році знов з'явився на музичному ринку вже як джазовий.
Кілька записів, що вийшли під лейблом OKeh Records увічнені згодом у Залі слави блюзу в категорії «Класика блюзових записів — сингл, або альбомний трек», це: «Sitting on Top of the World» (OKeh, 1930) у виконанні гурту Mississippi Sheiks, «Match Box Blues» (OKeh та Paramount, 1927) у виконанні Блайнда Лемона Джефферсона та «Key to the Highway» (OKeh, 1941) у виконанні Біг Білла Брунзі.